# Agathis (stekelsläkte)
Agathis är ett släkte av steklar som beskrevs av Pierre André Latreille 1804. Agathis ingår i familjen bracksteklar.

## Dottertaxa tillAgathis, i alfabetisk ordning[1][2]
- Agathis achterbergi
- Agathis aequoreticulata
- Agathis albitarsis
- Agathis albolineata
- Agathis alvarengai
- Agathis amboinensis
- Agathis amoena
- Agathis anceps
- Agathis anglica
- Agathis areolaris
- Agathis areolata
- Agathis arida
- Agathis assimilis
- Agathis asteris
- Agathis asternaula
- Agathis astioles
- Agathis bischoffi
- Agathis brevigenis
- Agathis brevis
- Agathis breviseta
- Agathis budha
- Agathis burmensis
- Agathis cama
- Agathis capensis
- Agathis carinata
- Agathis championi
- Agathis confertipunctata
- Agathis conformis
- Agathis coryphe
- Agathis costata
- Agathis coxalicus
- Agathis coxalis
- Agathis curvabilis
- Agathis cylasovora
- Agathis cymocles
- Agathis debilis
- Agathis dichroptera
- Agathis discolorides
- Agathis distincta
- Agathis dravida
- Agathis duplicata
- Agathis dzhulphensis
- Agathis erythrogastra
- Agathis erythrothorax
- Agathis extinctor
- Agathis fabiae
- Agathis femorata
- Agathis ferrugator
- Agathis ferulae
- Agathis fischeri
- Agathis flaccistriata
- Agathis flaccisulcata
- Agathis flava
- Agathis flavipennis
- Agathis fulmeki
- Agathis fuscipennis
- Agathis genalis
- Agathis gibbosa
- Agathis glaucoptera
- Agathis glycinivorellae
- Agathis glyphodis
- Agathis gracilenta
- Agathis gracilipes
- Agathis gracilis
- Agathis griseifrons
- Agathis guyanensis
- Agathis hawaiicola
- Agathis haywardi
- Agathis hemirufa
- Agathis hyalinis
- Agathis icarus
- Agathis indica
- Agathis inedia
- Agathis insularica
- Agathis juvenilis
- Agathis kerzhneri
- Agathis kozlovi
- Agathis kumatai
- Agathis laevis
- Agathis laevithorax
- Agathis latibalteata
- Agathis latisulcata
- Agathis leucogaster
- Agathis levis
- Agathis longiabdominalis
- Agathis longipalpa
- Agathis lugubris
- Agathis luzonica
- Agathis maetoi
- Agathis malayensis
- Agathis malvacearum
- Agathis mandarina
- Agathis martialis
- Agathis masoni
- Agathis matangensis
- Agathis medinai
- Agathis melanocephala
- Agathis melanopleura
- Agathis melpomene
- Agathis miocenica
- Agathis mongolica
- Agathis mongolorum
- Agathis montana
- Agathis montivaga
- Agathis nachitshevanica
- Agathis nasicornis
- Agathis nepalensis
- Agathis nigra
- Agathis nigrobalteata
- Agathis orchestidis
- Agathis ornaticeps
- Agathis ornaticornis
- Agathis pappei
- Agathis pastranai
- Agathis pedias
- Agathis peronata
- Agathis persephone
- Agathis philippinensis
- Agathis polita
- Agathis pubescens
- Agathis pumila
- Agathis punctatosulcata
- Agathis punctatovertex
- Agathis purgator
- Agathis pygmaea
- Agathis quadrangularis
- Agathis rostrata
- Agathis rubens
- Agathis rubricata
- Agathis rubripes
- Agathis rubriventris
- Agathis rufipalpis
- Agathis rufithorax
- Agathis rufobrunnea
- Agathis sabahensis
- Agathis saxatilis
- Agathis sculpturata
- Agathis semiaciculata
- Agathis seminigra
- Agathis shiva
- Agathis sibiricana
- Agathis smithii
- Agathis syngenesiae
- Agathis taeniativentris
- Agathis tatarica
- Agathis taurica
- Agathis tautirae
- Agathis thompsoni
- Agathis tibialis
- Agathis tibiator
- Agathis townesi
- Agathis trailii
- Agathis transcaucasica
- Agathis transtriata
- Agathis trifasciata
- Agathis umbellatarum
- Agathis unicincta
- Agathis unicolor
- Agathis variegata
- Agathis varipes
- Agathis watanabei
- Agathis velata
- Agathis verae
- Agathis virendrai
- Agathis xanthopsis
- Agathis yui
- Agathis zaisanica